# Elkland (Pennsylvanie)
Pour les articles homonymes, voir Elkland.
Elkland est un borough situé au nord du comté de Tioga, en Pennsylvanie, aux États-Unis,. En 2010, il comptait une population de 1 821 habitants, estimée au 1er juillet 2020 à 1 751 habitants.  Le borough est fondé en 1806 et incorporé en mai 1850.

## Démographie
Lors du recensement de 2010, le borough comptait une population de 1 821 habitants. Elle est estimée, en 2020, à 1 751 habitants.

### Source de la traduction
- (en) Cet article est partiellement ou en totalité issu de l’article de Wikipédia en anglais intitulé « Elkland, Pennsylvania » (voir la liste des auteurs).